# Achtziger-Denkmal

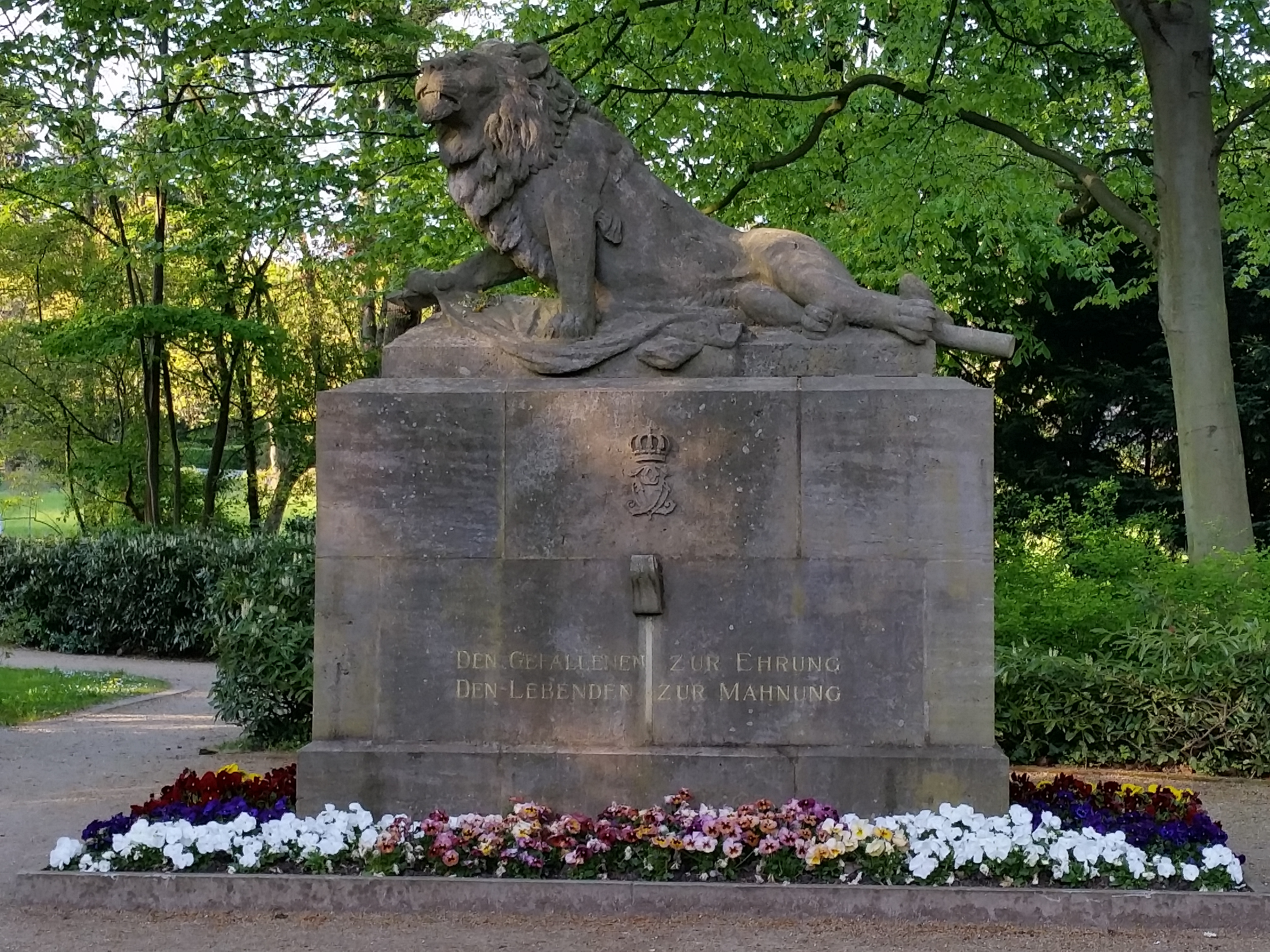
Achtziger-Denkmal, Vorderseite

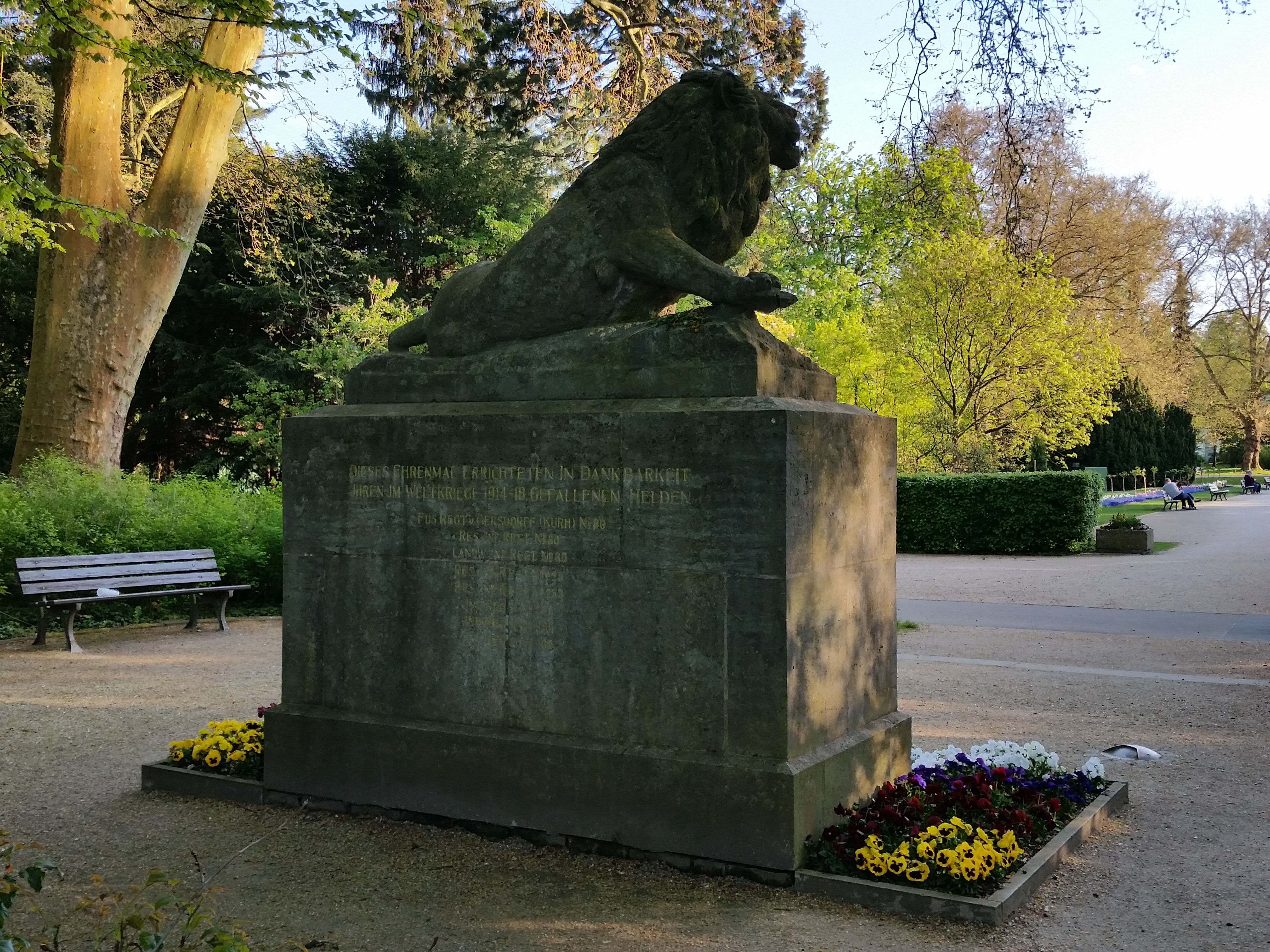
Achtziger-Denkmal, Rückseite

Das Achtziger-Denkmal ist ein Denkmal im Kurpark Bad Homburg und steht als Kulturdenkmal unter Denkmalschutz.
Seit 1871 war in Bad Homburg vor der Höhe in der Jägerkaserne das III. Bataillon des Füsilier-Regiments „von Gersdorff“ (Kurhessisches) Nr. 80 stationiert.
1921 wurde der Traditionsvereins des Füsilier-Regiments „Verband ehemaliger 80er“ gegründet. Eines seiner Ziele war die Errichtung eines Denkmals zur Erinnerung an die Kriegsopfer.
Am 22. August 1926 wurde das Achtziger-Denkmal feierlich enthüllt, das an die Toten des Regimentes im Ersten Weltkrieg erinnern sollte. Das Denkmal wurde von dem Frankfurter Architekten Philipp Schmalz gestaltet und von den Marmorwerken Dyckerhoff & Neumann in Wetzlar hergestellt. Auf einem Sockel aus Marmorquadern befindet sich die Figur eines waidwunden, im Todeskampf sich aufbäumenden und die zerschossene Fahne verteidigenden Löwen.
Der Löwe soll das im Krieg zwar unterlegene, aber dennoch die Einigkeit verteidigende Vaterland symbolisieren. Auf dem Sockel ist das Regimentswappen und die Inschrift angegeben.